# Martin Donovan
Martin Smith (Los Angeles, 19 de agosto de 1957), mais conhecido como Martin Donovan, é um ator norte-americano.

## Filmografia
- A Firma (2012)....Kevin Stack
- Silent Hill: Revelation 3D (2012) .... Douglas Cartland
- Boss (2011) .... Ezra Stone (TV)
- História Fora do Normal (2010)....Bryan Bartlett
- Unthinkable (2009) .... Jack Saunders
- The Haunting in Connecticut (2009).... Peter Campbell
- The Alphabet Killer (2008).... Jim Walsh
- Remember Back, Remember When (2008).... Dad
- Wind Chill (2007).... Highway Patrolman
- Day on Fire (2006).... Walter Evering
- The Sentinel (2006).... William Montrose
- The Visitation (2006).... Travis Jordan
- The Garage (2006).... Adult Matt
- The Quiet (2005).... Paul Deer
- At Last (2005).... Mark Singleton
- The Pornographer: A Love Story (2004)
- White Like Me (2004).... Gus
- Saved! (2004).... Pastor Skip
- Agent Cody Banks (2003).... Dr. Connors
- The United States of Leland (2003).... Harry Pollard
- Insomnia (2002/I).... Hap Eckhart
- Pipe Dream (2002).... David Kulovic
- Desire (2000)
- In a Savage Land (1999).... Dr. Phillip Spence
- Onegin (1999).... Prince Nikitin
- Living Out Loud (1998).... Robert Nelson
- Spanish Fly (1998).... Carl
- Heaven (1998).... Robert Marling
- The Opposite of Sex (1998).... Bill Truitt
- The Book of Life (1998).... Jesus Christ
- The Portrait of a Lady (1996).... Ralph Touchett
- Hollow Reed (1996).... Martyn Wyatt
- Flirt (1995).... Walter
- Nadja (1994).... Jim
- The Rook (1994).... John Abbott
- Amateur (1994).... Thomas Ludens
- Quick (1993).... Herschel Brewer
- Flirt (1993).... Walter
- Malcolm X (1992).... FBI Agent
- Simple Men (1992).... Martin
- Surviving Desire (1991).... Jude
- Trust (1990).... Matthew Slaughter
- Hard Choices (1985).... Josh